# Rafael Leónidas Trujillo Molina

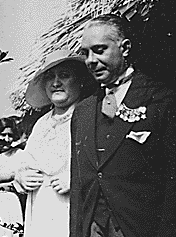
Rafael Trujillo mit Frau (1934)

Rafael Leónidas Trujillo Molina (* 24. Oktober 1891 in San Cristóbal; † 30. Mai 1961 in Santo Domingo) war ein dominikanischer Politiker und Diktator der Dominikanischen Republik.

## Leben

### Herkunft und Werdegang
Trujillo wuchs in kleinbürgerlichen Verhältnissen in seiner Heimatstadt San Cristóbal auf. Sein Vater José Trujillo Váldez war Sargento der spanischen Armee, die 1861 mit dem Wiederanschluss des Landes an Spanien die militärische Verteidigung übernahm. Seine Mutter Altagracia Julia Molina war Abkömmling eines haitianischen Offiziers während der Okkupation des Landes durch Haiti von 1822 bis 1844.
Mit 16 Jahren erhielt Trujillo eine Anstellung als Telegrafist, die er drei Jahre lang ausübte. Danach machte er sich zusammen mit seinem Bruder José Arismendy (genannt „Petán“) des Viehraubs, der Scheckfälschung und der Entwendung eines Geldbetrags aus einem Postbüro schuldig. Er wurde verurteilt und musste für einige Monate ins Gefängnis.
Im Alter von 22 Jahren (1913) heiratete Trujillo Aminta Ledesma, eine Bauerntochter aus San Cristóbal. Aus dieser Verbindung ging eine Tochter hervor, die den Namen Flor de Oro (Goldblume) erhielt und später Porfirio Rubirosa heiratete. 1916 schlug er abermals eine kriminelle Laufbahn ein. Er führte eine Bande unter dem Namen La 44 an, die Geschäfte überfiel und wegen ihrer Gewalttätigkeit gefürchtet war. Danach ging er verschiedenen Gelegenheitsarbeiten nach.
Trujillos Aufstieg begann mit der US-amerikanischen Okkupation des Landes (1916–1924). Er trat 1918 in die neu gegründete Nationalgarde ein, in der er eine Offizierskarriere begann und 1924 bereits den Rang eines Majors bekleidete. 1927 verließ Trujillo die Guardia Nacional und trat der Brigada Nacional bei, in der er innerhalb von nur zehn Jahren vom Leutnant zum General aufstieg.
Inzwischen ging Trujillos erste Ehe zu Bruch; er heiratete Bienvenida Ricardo, ließ sich bald darauf aber erneut scheiden. Eine dritte Ehe ging er mit María Martínez ein. Aus dieser Verbindung ging sein Sohn Ramfis Trujillo Martínez hervor.

### Zeit als Präsident
Im März 1930 putschte Trujillo mit Unterstützung US-amerikanischer Truppen gegen Präsident Horacio Vásquez. Neuer Präsident wurde Rafael Estrella Ureña. Wenige Monate später, im August 1930, entmachtete er ihn und ließ sich selbst in gefälschten Wahlen zum Präsidenten wählen.
Einmal an der Macht setzte Trujillo alles daran, sie zu halten und weiter auszubauen. Er gründete seine eigene Partei, den Partido Dominicano, verbot alle anderen politischen Parteien und Organisationen, demontierte vollständig die demokratische Staatsordnung, unterdrückte jede Opposition und freie Meinungsäußerung und ließ vermeintliche und tatsächliche Gegner (und meist auch deren Familien) brutal verfolgen und ermorden.
1932 verlieh sich Trujillo selbst die Titel Wohltäter des Vaterlandes (Benefactor de la Patria) und Vater des Neuen Vaterlandes (Padre de la Patria Nueva). Gemeinhin ließ er sich aber schlicht mit Chef (Jefe) anreden. Ein Jahr später, 1933, erwarb er noch den Titel eines Generalissimus. 1936 ließ er die Hauptstadt Santo Domingo in Ciudad Trujillo (Stadt des Trujillo) umbenennen.
Trujillo legte großen Wert auf ein gepflegtes Äußeres. Er liebte prächtige (napoleonische) Uniformen, Prunk und barocke Gelage. Seine dunkle Haut versuchte er mit weißem Puder und Schminke aufzuhellen, um seine haitianische (schwarze) Herkunft zu vertuschen. Trujillo war geradezu davon besessen, alles zu tun, damit die Bevölkerung seines Landes eine hellere Hautfarbe bekam. Von Ende September bis Mitte Oktober 1937 ließ er im „Petersilien-Massaker“ (Masacre del Perejil) im ganzen Land Abertausende Haitianer, vor allem Arbeiter auf den Zuckerrohrpflanzungen, ermorden. Nach einer mit Quellen belegten Schätzung wurden etwa 18.000 Haitianer getötet. Nach anderen Schätzungen waren es zwischen 25.000 und 27.000 Ermordete. 1938 offerierte er an der Konferenz von Évian die Aufnahme von 100.000 verfolgten Juden aus Europa (von denen aber nur 600 ins Land kamen; siehe auch Sosúa).
Die selbstherrliche Tyrannei und Unberechenbarkeit des Diktators erregte zunehmend auch den Missmut des Auslandes. Infolge sich mehrender Proteste gegen die Willkürherrschaft Trujillos übergab er 1938 das Präsidentenamt an Jacinto Bienvenido Peynado, ohne aber auf seine Machtbefugnisse zu verzichten. 1940 wurde Manuel de Jesús Troncoso de la Concha Präsident, 1942 übernahm Trujillo selbst wieder das Präsidentenamt. Zehn Jahre später (1952) überließ er es seinem Bruder, Héctor Bienvenido Trujillo Molina (genannt Negro), der aber auch nicht mehr war als eine Marionette.
Trujillo pflegte bis fast zum Ende seiner Herrschaft enge und gute Beziehungen zu den USA und zur katholischen Kirche. 1954 besuchte er Papst Pius XII. und unterzeichnete ein Konkordat zwischen dem Heiligen Stuhl und der Dominikanischen Republik. Am 11. Dezember 1941, vier Tage nach dem Angriff auf Pearl Harbor, erklärte Trujillo Deutschland, Italien und Japan den Krieg.
1947 verkündete er die Tilgung aller finanziellen Verbindlichkeiten gegenüber dem Ausland, weil sich das Land wirtschaftlich und industriell entwickelte. Trujillo besaß ein Monopol auf alle Branchen; er dominierte die Banken, den Rundfunk, die Zeitungen, die Zucker-, Rum- und Tabakindustrie und generell alle Wirtschaftszweige. Trujillo regierte wie ein patrimonialer Kleptokrat. Die Kriminalitätsrate war offiziellen Angaben nach gering, es herrschten Ordnung, Stabilität und Unterwürfigkeit. Bei Bedarf griff Trujillo in die Privatsphäre seiner Untertanen ein, arrangierte eheliche Verbindungen, löste sie auf oder verbot sie, vergewaltigte nach Lust und Laune junge Mädchen und beschenkte sie bei Wohlgefallen. In diesem Klima der totalen Kontrolle und Unterdrückung genügte allein ein geringes Missfallen des Jefe, um in Ungnade zu fallen.
Bereits 1949 versuchten Exilstreitkräfte Trujillo zu stürzen (Invasion bei Luperón). Das Unternehmen scheiterte, und Teile der Exilarmee wurden bei Kämpfen getötet oder später nach Gefangennahme hingerichtet. Die übriggebliebenen Teile der Exilarmee bildeten danach die Karibische Legion und den Ejército de Liberación de América (ELA), der im Jahre 1959 erneut eine Landung von Cayo Confites aus versuchte. Auch dieser Umsturzversuch misslang. Insgesamt war Opposition aufgrund von Repressionen und der strikten Reglementierung des Gesellschaftslebens nahezu unmöglich. Die Verfolgung Oppositioneller nahm mitunter groteske, beinahe paranoide Züge an und wurde auch im Ausland heftig kritisiert. Prominente Opfer waren z. B. Jesús Galíndez, der eine Doktorarbeit über die Diktatur Trujillos an der Columbia University geschrieben hatte, und die Schwestern Mirabal, die an den Umsturzversuchen 1959 beteiligt waren und nach internationalen Protesten zwar aus der Haft entlassen, dann aber ermordet wurden. Organisator der Verfolgungen war Trujillos Geheimdienstchef Johnny Abbes García. Anfang 1960 entsandte die Regierung von Präsident Dwight D. Eisenhower Senator George Mathers und Botschafter William D. Pawley zu Trujillo, die ihm erfolglos den Rücktritt nahelegten.
Persönliche Animositäten gegenüber dem Präsidenten Venezuelas, Rómulo Betancourt, veranlassten Trujillo 1960 zu einem Anschlag auf Betancourt. Dieser wurde bei einem öffentlichen Auftritt in Caracas schwer verletzt, überlebte aber das Bombenattentat. Die Organisation Amerikanischer Staaten (OAS) verhängte darauf Sanktionen gegen die Dominikanische Republik. Unter dem Druck aus dem Ausland musste Trujillos Bruder Héctor von seinem Präsidentenamt zurücktreten. Ihm folgte Vizepräsident Joaquín Balaguer (seit 1930 in Diensten der Trujillo-Diktatur).

### Attentat
Am 30. Mai 1961 fuhr Trujillo gegen 22 Uhr in seinen Heimatort San Cristóbal. Er war „selbstherrlich wie immer“ ohne Leibwache unterwegs. Ein siebenköpfiges Kommando schoss aus einem Auto auf den hellblauen Chevrolet Bel Air von Trujillo. Der Angeschossene taumelte aus seinem Wagen und versuchte, in der Dunkelheit zurückzuschießen. Dann brach er zusammen und war tot. Sein Leichnam wurde in seine Heimatstadt San Cristóbal überführt und zunächst dort bestattet. Bei dem feierlichen Staatsbegräbnis hielt Präsident Balaguer die Trauerrede.

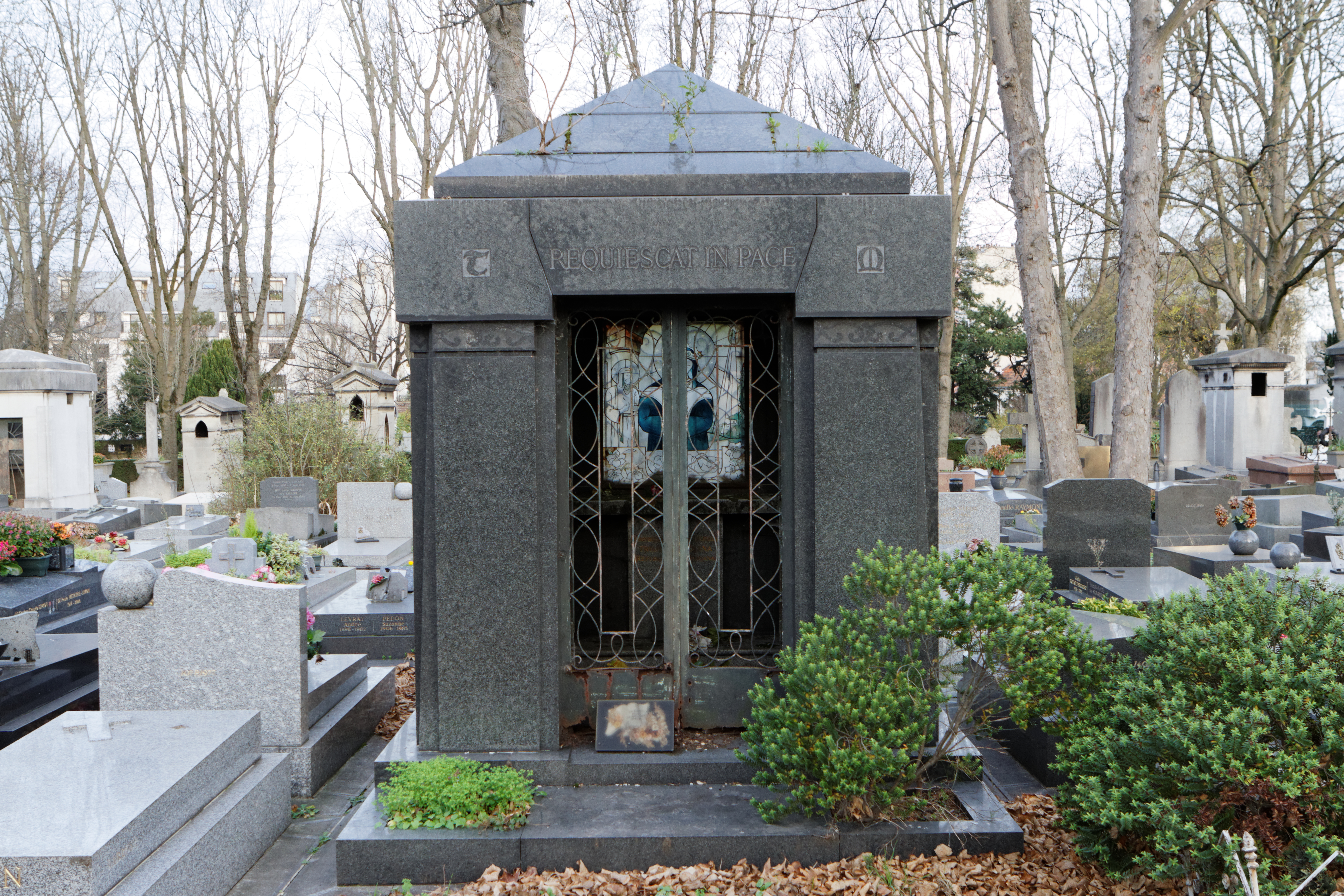
Die Grabkapelle auf dem Friedhof Père-Lachaise in Paris, wo Trujillo von 1964 bis 1970 bestattet war

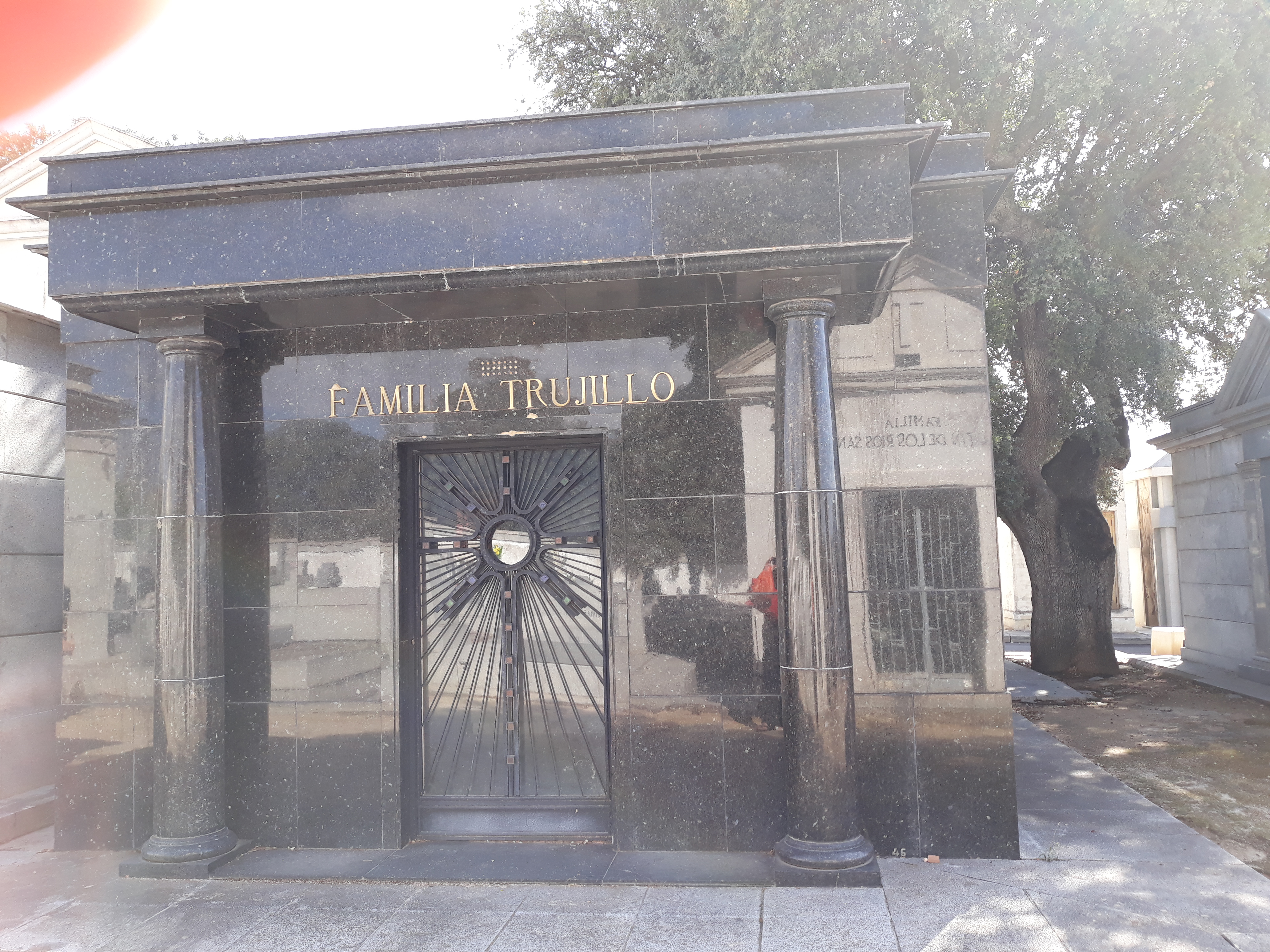
Das Mausoleum der Familie Trujillo auf dem Mingorrubio-Friedhof in Madrid-El Pardo, Ruhestätte seit 1970

Trotz des Tyrannenmordes an Trujillo misslang der Sturz des diktatorischen Regimes. Die Verschwörer wurden verhaftet und hingerichtet, nur zweien gelang die Flucht. Der aus Paris eilends angereiste ältere Sohn Trujillos, Ramfis, der schon mit sieben Jahren zum Oberst und mit zehn Jahren zum General befördert worden war, übernahm die Macht im Lande und nahm eigenhändig die Hinrichtung einiger der Attentäter vor. Nach dem Tode Rafael Trujillos konnte sich der Trujillo-Klan jedoch nicht mehr lange an der Macht halten. Nach einer Militärrevolte im November 1961 wurde die Familie von Präsident John F. Kennedy gezwungen, das Land zu verlassen.
Ramfis versuchte zunächst vergeblich, mit seiner Segelyacht Angelita (heute: Sea Cloud) zu fliehen, wobei er den exhumierten Leichnam seines Vaters an Bord hatte. Balaguer erlaubte ihm und seiner Familie die Ausreise nach Paris. Auch Trujillos Leichnam wurde mit der Yacht nach Paris überführt und am 14. August 1964 auf dem Friedhof Père-Lachaise bestattet, wo sich heute noch seine Grabkapelle befindet (Division 85). 1970 wurden die sterblichen Überreste erneut exhumiert, nach Spanien gebracht und am 19. November auf dem Friedhof des Madrider Stadtteils El Pardo bestattet. Dort ruhen Trujillos Gebeine neben denen seines Sohnes Ramfis in einem Mausoleum aus schwarzem Marmor.

## Wirkung
Senator Olin D. Johnston aus South Carolina rühmte Trujillo als „Fels der Stabilität in der turbulenten Karibik“.
Trujillo gab 1951 den Auftrag zu einem Mordanschlag auf Venezuelas Exilpolitiker und späteren Präsidenten Rómulo Betancourt. Am helllichten Tage versuchte ein Agent, Betancourt in einer belebten Straße in Havanna Gift zu injizieren.
Die uneingeschränkte und brutale Herrschaft Trujillos gilt als Blaupause für die Militärjuntas der folgenden Jahrzehnte in Mittel- und Südamerika. Folter und politischer Mord wurden bei Trujillo zu einem alltäglichen Machtmittel. Seine Methode, Menschen verschwinden zu lassen, inspirierte später Chiles Diktator Augusto Pinochet und die argentinischen Obristen um General Jorge Rafael Videla. Wie Videla genoss auch Trujillo lange das Wohlwollen der USA als antikommunistischer Machthaber.
Der peruanische Schriftsteller Mario Vargas Llosa stellt Trujillo und seine brutale Diktatur in den Mittelpunkt seines im Jahr 2000 erschienenen Romans La fiesta del chivo (dt.: Das Fest des Ziegenbocks). In The Brief Wondrous Life of Oscar Wao (2007, dt.: Das kurze wundersame Leben des Oscar Wao) des US-amerikanischen Schriftstellers Junot Díaz bringt der brutale Trujillo mit seinem ungezügelten Sexualverlangen fukú, einen Fluch, über die Familie des Titelhelden und die ganze Dominikanische Republik.

## Filme
- Der Adjutant (Regie: Peter Deutsch, Drehbuch: Wolfgang Schreyer, TV-DDR, 3 Teile, Erstausstrahlung 31. März 1972 bis 3. April 1972, Deutscher Fernsehfunk DFF).
- Die Zeit der Schmetterlinge, Fernsehfilm über die Schwestern Mirabal und ihren Widerstandskampf gegen Trujillo, englischer Titel: In the Time of the Butterflies, USA, Mexiko, 2001.
- La fiesta del chivo, Verfilmung des gleichnamigen Romans von Mario Vargas Llosa (argentinischer Titel: El dictador, englischer Titel: The Feast of the Goat, deutscher Titel: Der Tod einer Bestie, im TV als Das Fest des Ziegenbocks,[6] TV-Spanien/Dominikanische Republik 2005, Regie: Luis Llosa, mit Tomás Milián in der Rolle Trujillos).
- Im Roman Der Schakal und dem gleichnamigen Film behauptet die Hauptfigur, Trujillo ermordet zu haben.